# Can Ferran (Puigdàlber)
Can Ferran és un edifici a la plaça de l'Església de Puigdàlber (l'Alt Penedès). La construcció de can Ferran-Torrecasana data de l'inici del segle xx. Segons testimonis verbals, les dates exactes serien els anys entre 1916 i 1918. Consta de planta baixa i pis. L'accés a l'interior es fa per una escalinata que condueix al portal d'entrada, d'arc de mig punt que, juntament amb les tres finestres superiors d'arc de mig punt, centra la composició de façana, completada lateralment per dues fileres de balcons. La casa té jardí una tanca.